# 1659 en arts plastiques
| Années des arts plastiques : 1656 - 1657 - 1658 - 1659 - 1660 - 1661 - 1662    |
| Décennies des arts plastiques : 1620 - 1630 - 1640 - 1650 - 1660 - 1670 - 1680 |

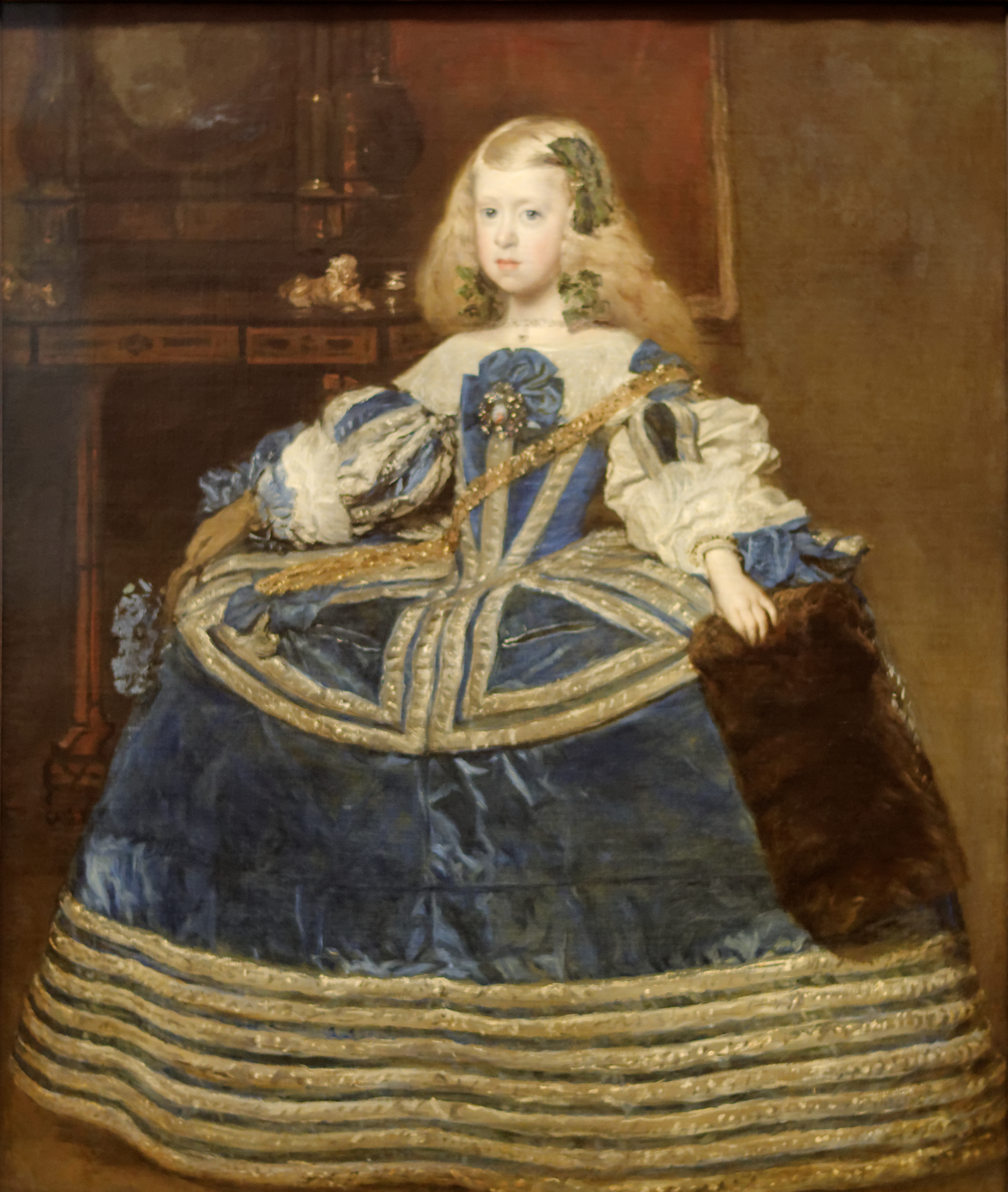
L'Infante Marguerite en bleu (1659)
Kunsthistorisches Museum, Vienne.

Cette page concerne l'année 1659 en arts plastiques.

## Œuvres
- Allégorie de la Fortune, huile sur toile de Salvator Rosa.

## Naissances
- 21 janvier : Adriaen van der Werff, peintre, sculpteur et architecte néerlandais († 12 novembre 1722),
- 18 juillet : Hyacinthe Rigaud, peintre français († 29 décembre 1743),
- 1er août : Sebastiano Ricci, peintre baroque italien († 15 mai 1734),
- 12 septembre : Dirk Maas, peintre et graveur paysagiste néerlandais († 25 décembre 1717),
- 14 novembre : Jean Michel, peintre français († 28 juin 1709),
- 12 décembre : Francesco Galli da Bibiena, scénographe, architecte et décorateur italien († 20 janvier 1739),
- ? :
  - Gabriel Audran, peintre et sculpteur français († 14 mars 1740),
  - Faustino Bocchi, peintre italien († 1742),
  - Nicolo Cassana, peintre baroque italien († 1714),
  - Giovanni Paolo Castelli, peintre italien  († 1730),
  - Giovanni Girolamo Frezza, peintre et graveur italien († 1741).

## Décès
- 25 février : Willem Drost, peintre et imprimeur néerlandais (° 19 avril 1633),
- 27 avril : Giulio Cesare Begni, peintre baroque italien (° 1579).

- ? : Schelte Adams Bolswert, graveur néerlandais (° 1586).